# Thời kỳ Edo
| Lịch sử Nhật Bản | Lịch sử Nhật Bản |
| --- | ---------------- |
| Tiền sửThời kỳ đồ đá cũ ~15000 TCN Thời kỳ Jōmon (Thằng Văn) ~15000 TCN–300 TCN Thời kỳ Yayoi (Di Sinh) tk 4 TCN–tk 3 |                  |
| Cổ đạiThời kỳ Kofun (Cổ Phần) tk 3–tk 7 Thời kỳ Asuka (Phi Điểu) 592–710 Thời kỳ Nara (Nại Lương) 710–794 Thời kỳ Heian (Bình An) 794–1185 |                  |
| Phong kiếnThời kỳ Kamakura (Liêm Thương) 1185–1333 Tân chính Kemmu (Kiến Vũ) 1333–1336 Thời kỳ Muromachi (Thất Đinh) 1336–1573 Thời kỳ Nam-Bắc triều 1336–1392 Thời kỳ Chiến Quốc 1467–1590 Thời kỳ Azuchi-Momoyama (An Thổ-Đào Sơn) 1573–1603 Mậu dịch Nanban (Nam Man) Chiến tranh Nhật Bản – Triều Tiên 1592–1598 Thời kỳ Edo/Tokugawa (Giang Hộ/Đức Xuyên)1603–1868 Chiến tranh Nhật Bản – Lưu Cầu Chiến dịch Ōsaka (Đại Phản) Tỏa Quốc Đoàn thám hiểm Perry Hiệp ước Kanagawa (Thần Nại Xuyên) Bakumatsu (Mạc mạt) Minh Trị Duy tân Chiến tranh Boshin (Mậu Thìn) |                  |
| Hiện đạiThời kỳ Minh Trị (Meiji) 1868–1912 Nhật xâm lược Đài Loan 1874 Chiến tranh Tây Nam Chiến tranh Nhật–Thanh Hiệp ước Mã Quan Chiến tranh Ất Mùi 1895 Phong trào Nghĩa Hòa Đoàn Hòa ước Portsmouth Hiệp ước Nhật–Triều 1910 Thời kỳ Đại Chính (Taishō) 1912-1926 Nhật Bản trong Thế chiến thứ nhất Sự can thiệp của Nhật Bản vào Siberia Đại thảm họa động đất Kantō 1923 Thời kỳ Chiêu Hòa (Shōwa) 1926–1989 Chủ nghĩa quân phiệt Nhật Bản Sự kiện Phụng Thiên Nhật Bản xâm lược Mãn Châu Hiệp ước chống Quốc tế Cộng sản Chiến tranh Trung–Nhật Cuộc tấn công Trân Châu Cảng Vụ ném bom nguyên tử xuống Hiroshima và Nagasaki Chiến tranh Xô–Nhật Nhật Bản đầu hàng Thời kỳ bị chiếm đóng 1945-1952 Nhật Bản thời hậu chiếm đóng Kỳ tích kinh tế Nhật Bản thời hậu chiến Thời kỳ Bình Thành (Heisei) 1989–2019 Thập niên mất mát Động đất Kobe 1995 Cool Japan Động đất và sóng thần Tōhoku 2011 Thời kỳ Lệnh Hòa (Reiwa) 2019–nay Đại dịch COVID-19 tại Nhật Bản |                  |
| Xem thêm Thiên hoàng • Niên biểu • Đế quốc Nhật Bản Kinh tế • Giáo dục • Quân sự • Hải quân • Di sản thế giới |                  |
| x t s |                  |

Thời kỳ Edo (江戸時代 (Giang Hộ thời đại) Edo-jidai), còn gọi là thời kỳ Tokugawa (徳川時代 Tokugawa-jidai, "Đức Xuyên thời đại’’), là một giai đoạn trong lịch sử Nhật Bản từ năm 1603 đến năm 1868. Thời kỳ này đánh dấu bằng sự thống trị của Edo (Tokyo) hay Mạc phủ Tokugawa, chính thức thành lập năm 1603 bởi Chinh di Đại tướng quân Edo đầu tiên Tokugawa Ieyasu. Thời kỳ chấm dứt với cuộc Minh Trị Duy Tân, sự phục hồi của Đế quyền và Tướng quân thứ 15 và cuối cùng Tokugawa Yoshinobu thoái vị. Thời kỳ Edo cũng được coi là mở đầu cho thời kỳ cận đại ở Nhật Bản.

## Sự thống trị của Tướng quân và lãnh chúa

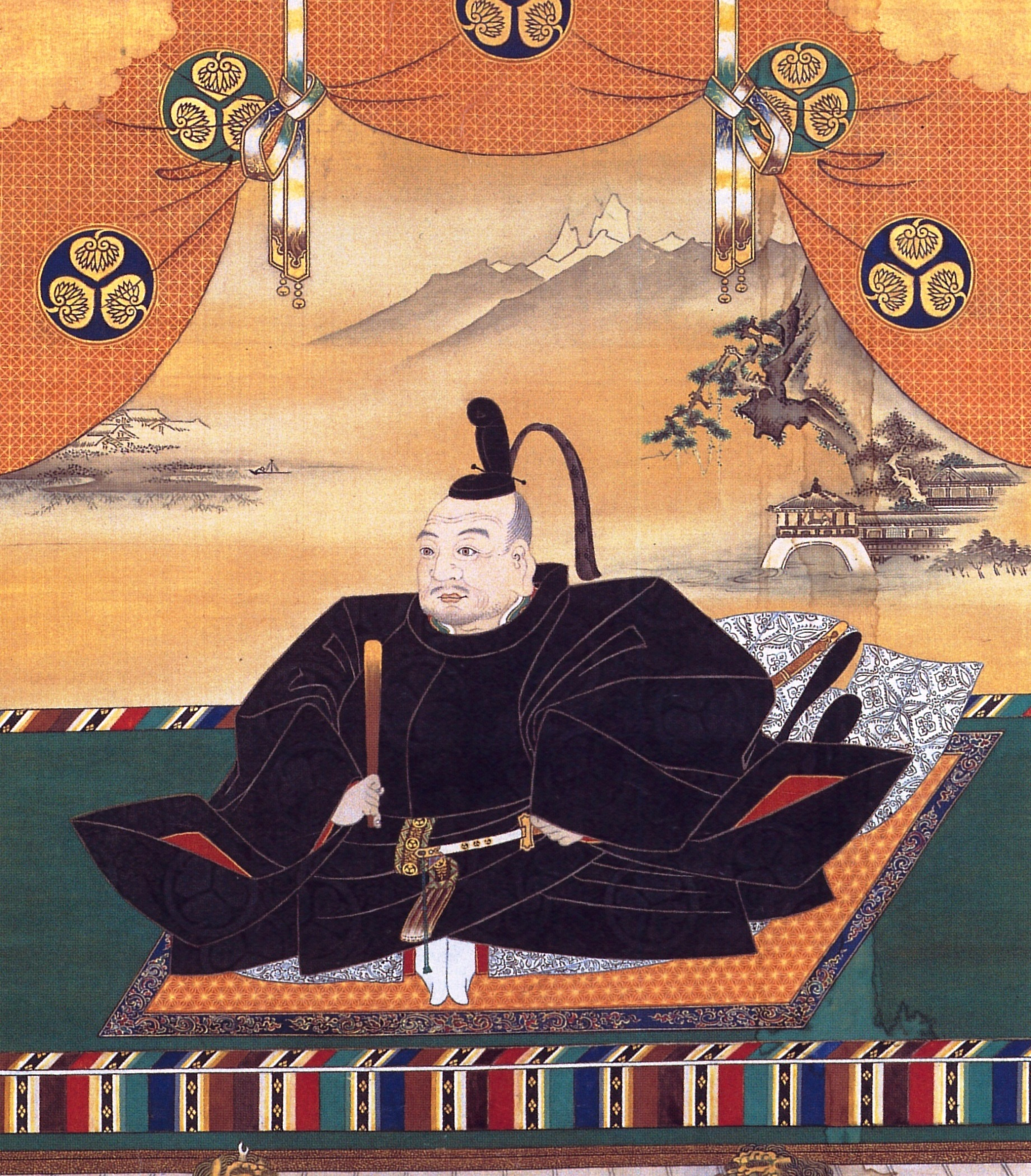
Tokugawa Ieyasu, Chinh di Đại tướng quân đầu tiên của Mạc phủ Tokugawa

Thế cân bằng giữa triều đình với Mạc phủ, hình thành từ thời kỳ Kamakura và phát triển lên đến đỉnh cao vào thời kỳ Edo, mà như nhà sử học Edwin O. Reischauer đã gọi là thể chế phong kiến trung ương tập quyền. Đến thời kỳ này, tầng lớp võ sỹ Nhật Bản mà đại diện là Mạc phủ Tokugawa trở thành kẻ thống trị không gì lay chuyển nổi. Mạc phủ mới của Tokugawa Ieyasu thành lập trên cơ sở những thành quả của Oda Nobunaga và Toyotomi Hideyoshi. Vốn đã hùng mạnh, Ieyasu hưởng lợi từ việc chuyển đến vùng Kantō giàu có. Ông giữ đến 2,5 triệu koku đất, đặt trụ sở ở Edo, một tòa thành có vị trí chiến lược (sau này trở thành Tokyo), và có thêm 2 triệu koku đất nữa và 38 chư hầu dưới trướng. Sau khi Hideyoshi qua đời, Ieyasu nhanh chóng nắm quyền kiểm soát gia đình Toyotomi.
Chiến thắng của Ieyasu trước các đại danh miền Tây trong trận Sekigahara năm 1600 đã khẳng định quyền lực của ông trên toàn cõi Nhật Bản. Ông nhanh chóng thủ tiêu nhiều gia đình đại danh đối địch, giảm bớt quyền thế của một số khác, ví dụ như nhà Toyotomi, và chia chiến lợi phẩm cho gia đình mình và các đồng minh. Ieyasu vẫn không thể hoàn toàn kiểm soát được các đại danh phía Tây, nhưng việc ông nhận được tước vị Chinh di Đại tướng quân đã củng cố hệ thống đồng minh. Sau khi xây dựng vững chắc hơn nữa nền tảng quyền lực của mình, Ieyasu đặt con trai mình là Hidetada (1579-1632) lên ngôi Tướng quân và tự mình làm Tướng quân nghỉ hưu năm 1605. Nhà Toyotomi vẫn là một mối đe dọa lớn, và Ieyasu đã dành cả thập kỷ tiếp theo để tận diệt gia tộc này. Năm 1615, thành lũy của nhà Toyotomi tại Osaka bị quân đội Tokugawa tiêu diệt.
Thời kỳ Tokugawa (hay Edo) mang lại 250 năm ổn định cho Nhật Bản. Hệ thống chính trị phát triển thành thứ được các nhà sử học gọi là Mạc phiên, sự kết hợp giữa thuật ngữ Mạc phủ và phiên (han) để miêu tả chính quyền và xã hội thời kỳ này. Trong hệ thống Mạc phủ, Tướng quân có quyền lực quốc gia và các đại danh có quyền lực tại địa phương. Điều đó thể hiện sự thống nhất mới trong cơ cấu phong kiến, được miêu tả là một chế độ hành chính ngày càng lớn để quản lý sự kết hợp giữa tập quyền và tản quyền. Nhà Tokugawa ngày càng mạnh hơn trong thế kỷ thống trị đầu tiên: việc tái phân phối đất mang lại cho họ gần 7 triệu koku, kiểm soát các thành phố quan trọng nhất, và hệ thống địa tô mang lại khoản thu to lớn.

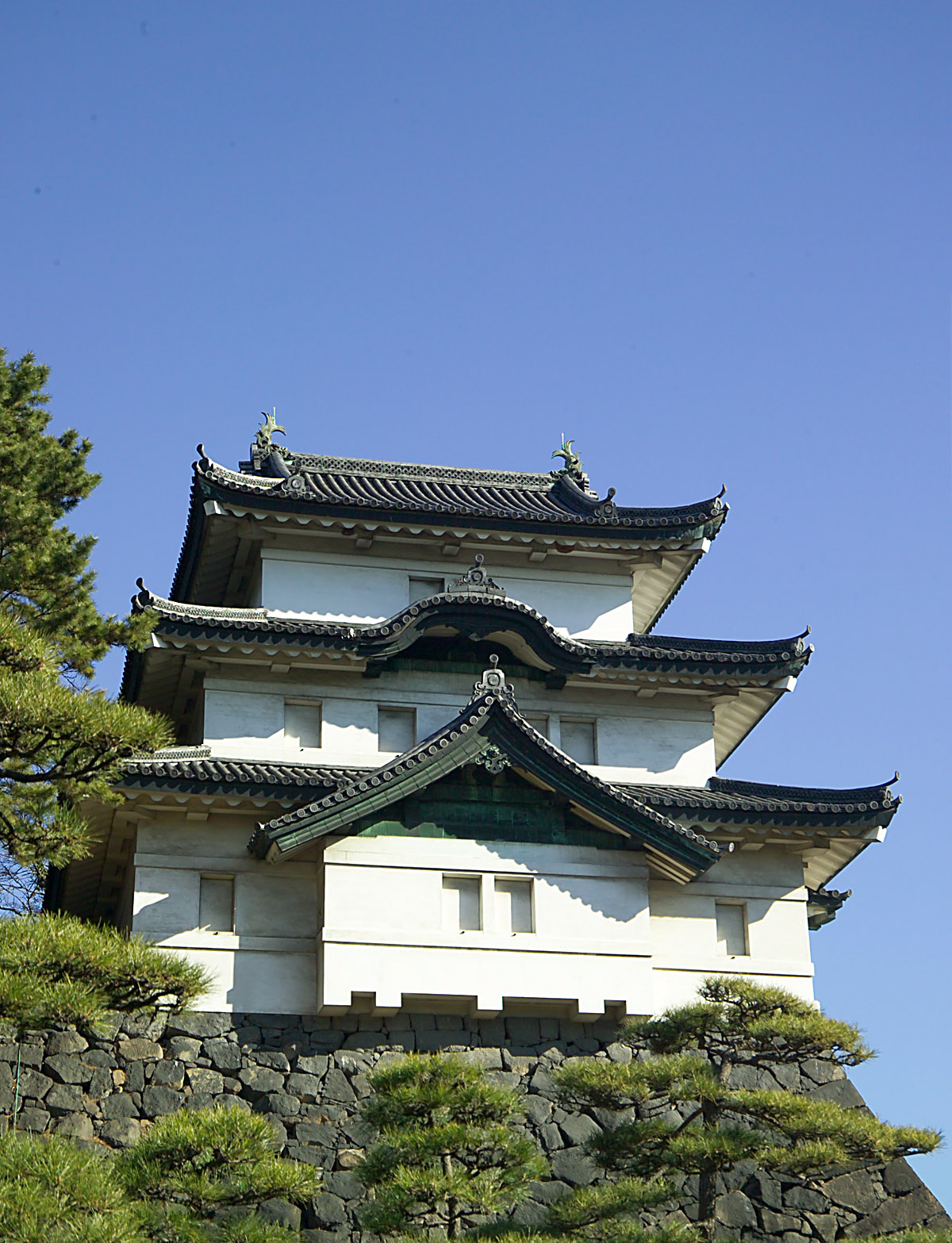
Một yagura, hay tháp canh, ở thành Edo tại Tokyo.

Hệ thống thứ bậc phong kiến được hoàn thiện với rất nhiều đẳng cấp đại danh. Những người họ hàng với nhà Tokugawa gọi là shinpan, hay "thân phiên". Họ là 23 đại danh bao quanh đất đai nhà Tokugawa; các đại danh này đều có họ trực tiếp với Ieyasu. Shinpan giữ các tước hiệu vinh dự nhất và các vị trí cố vấn quan trọng nhất ở Mạc phủ. Đẳng cấp thứ hai là fudai, hay "Phổ Đại", được ban đất đai ở gần lãnh địa nhà Tokugawa cho sự phục vụ trung thành của mình. Vào thế kỷ 18, 145 fudai kiểm soát các "han’’ nhỏ hơn, cái lớn nhất có 250.000 koku. Thành viên của tầng lớp fudai giữ phần lớn các chức vụ lớn trong Mạc phủ. 97 han chia thành ba nhóm là các đại danh tozama, đối thủ cũ hay đồng minh mới. Tozama phần lớn đều nằm ở ngoại biên quần đảo và thu được khoảng gần 10 triệu koku sản lượng. Vì Tozama ít trung thành với đại danh nhất, họ luôn bị quản lý một cách chặt chẽ và đối xử một cách hào phóng, mặc dù họ không được giữ các vị trí ở chính quyền trung ương.
Nhà Tokugawa không chỉ củng cố quyền kiểm soát của mình với nước Nhật mới được tái thống nhất, họ cũng có một quyền lực chưa từng có với Thiên hoàng, triều đình, tất cả các đại danh, và các trật tự tôn giáo. Thiên hoàng đóng vai trò như một giá đỡ quan trọng cho quyền lực chính trị của Tướng Quân, người bề ngoài là bầy tôi của Hoàng gia. Nhà Tokugawa giúp Hoàng gia lấy lại vinh quang của mình bằng cách xây dựng lại cung điện của mình và nhận thêm đất đai. Để đảm bảo mối quan hệ bền chặt giữa Hoàng gia và nhà Tokugawa, cháu gái của Tokugawa được đặt lên ngôi Hoàng hậu năm 1619.
Hàng loạt các bộ luật được ban hành để điều chỉnh các gia đình đại danh. Tập hợp các quy tắc xã hội hoàn thiện đạo đức cá nhân, hôn nhân, trang phục, và các loại vũ khí và quân đội được sử dụng; yêu cầu các lãnh chúa phong kiến phải ở Edo cách niên (hệ thống sankin kōtai); cấm đóng các con tàu vượt đại dương; đặt Thiên Chúa Giáo ra ngoài vòng pháp luật; hạn chế số thành với mỗi lãnh địa (Phiên bang) và quy định các quy tắc của Mạc phủ là luật quốc gia. Mặc dù các đại danh không được thu thuế, họ thường xuyên được thu sưu để xây dựng quân đội, hậu cần và các công việc công cộng như các dự án thành, đường, cầu, và cung điện. Rất nhiều quy tắc và các thứ thuế khác nhau không chỉ củng cố quyền lực của nhà Tokugawa mà còn suy yếu sự giàu có của các đại danh, do đó giảm mối đe dọa đối với chính quyền trung ương. Các "phiên", một thời là các lãnh địa tập trung quân sự, trở thành các đơn vị hành chính địa phương. Các đại danh thực hiện mọi quyền hành hành chính ở trong lãnh địa của mình và hệ thống thuộc tướng, chế độ quan lại và dân thương phức tạp. Lòng trung thành cũng đòi hỏi đối với các thể chế tôn giáo, vốn đã bị suy yếu đi nhiều nhờ Nobunaga và Hideyoshi, và rất nhiều biện pháp để kiểm soát máy.

## Từ mở cửa đến bế quan tỏa cảng

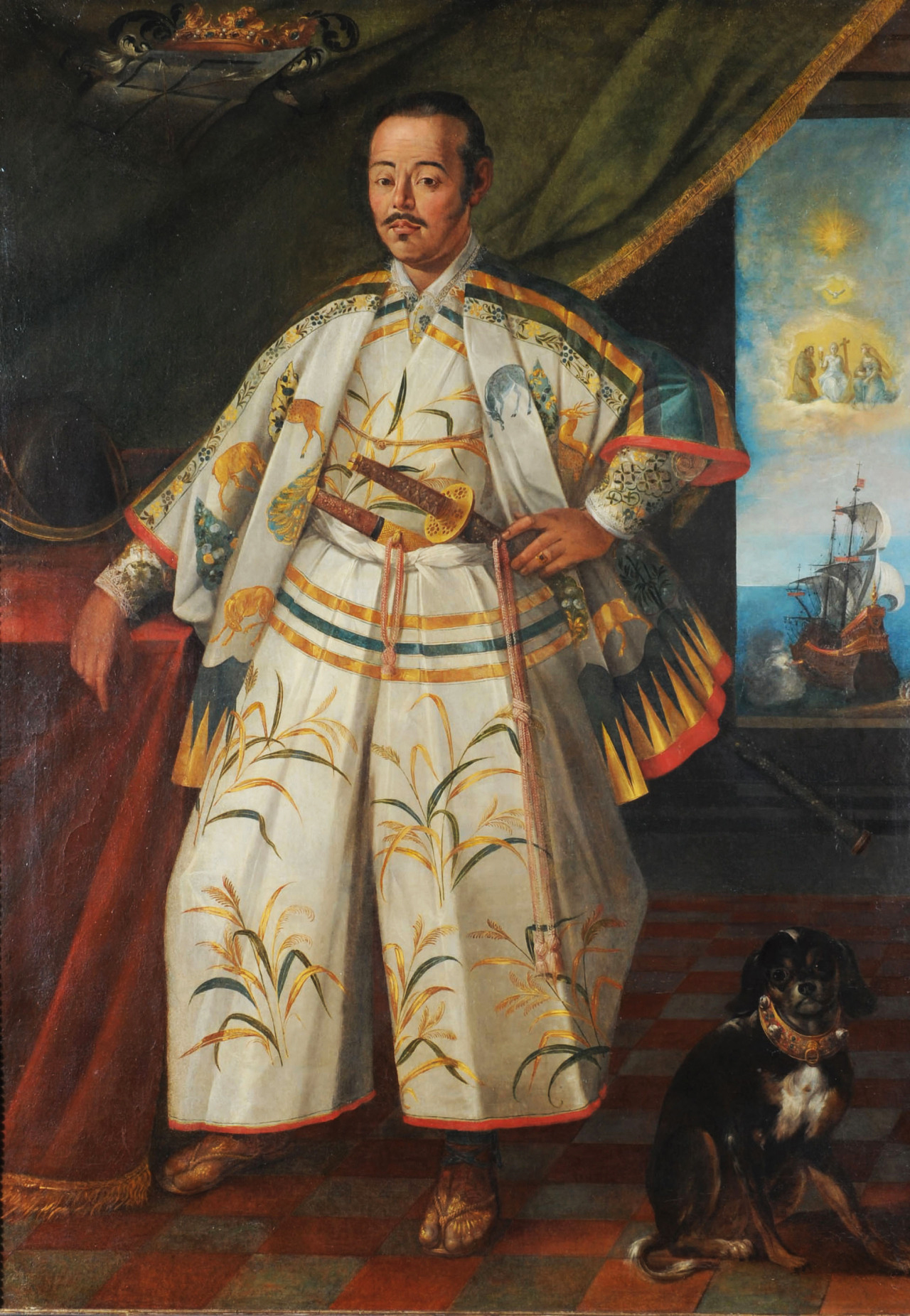
Hasekura Tsunenaga, một chiến binh Samurai của gia tộc Date và đại sứ chính thức đầu tiên của Nhật Bản với châu Mỹ và châu Âu, năm 1615.

Phong cảnh đảo Dejima, một thương cảng Hà Lan Nagasaki, năm1897

Cũng giống như Hideyoshi, Ieyasu khuyến khích ngoại thương nhưng cũng nghi ngờ người nước ngoài. Ông muốn biến Edo thành một thương cảng quan trọng, nhưng khi ông biết rằng người châu Âu thích các bến cảng ở Kyūshū và rằng Trung Quốc đã từ chối kế hoạch giao thương chính thức của ông, ông kiểm soát những việc giao thương đã có và chỉ định bến cảng nào mới được buôn bán các mặt hàng đặc biệt.
Đầu thời kỳ Edo trùng với những thập kỷ cuối của thời kỳ giao thương Nanban trong đó diễn ra sự ảnh hưởng to lớn của sức mạnh Âu châu với kinh tế và tôn giáo. Vào đầu thời Edo, người Nhật đã đóng chiếc tàu chiến vượt đại dương kiểu phương Tây đầu tiên, ví dụ như San Juan Bautista, một chiếc thuyền buồm 500 tấn đã trở đoàn sứ thần Nhật Bản do Hasekura Tsunenaga dẫn đầu đến châu Mỹ và sau đó là châu Âu. Cũng trong thời kỳ này, Mạc phủ đã cho tổng cộng 350 Châu ấn thuyền ba cột buồm và có trang bị vũ khí ra khơi, cho các chuyến giao thương với châu Á. Những nhà thám hiểm Nhật Bản, như Yamada Nagamasa, đã sử dụng những chiếc thuyền này để đi khắp châu Á.
"Vấn đề Cơ Đốc giáo", thực tế, là vấn đề kiểm soát các đại danh theo Công giáo ở Kyūshū và việc giao thương của họ với châu Âu. Năm 1612, các thuộc hạ của Shogun và những người sinh sống trên đất đai của nhà Tokugawa đã bị ép phải thề bỏ Công giáo. Sự cấm đoán nghiêm ngặt hơn được ban bố năm 1616 (cấm ngoại thương đến Nagasaki và Hirado, hoàn đảo ở phía Tây Bắc Kyūshū), 1622 (xử tử 120 người truyền giáo và người cải đạo), 1624 (trục xuất người Tây Ban Nha), và 1629 (xử tử hàng ngàn người Công giáo). Cuối cùng, chiếu chỉ Tỏa Quốc được ban bố cấm bất kỷ người Nhật nào rời khỏi nước Nhât hay, nếu ai đó đã ra đi, thì cấm họ quay lại. Năm 1636 người Hà Lan bị cấm đến Dejima, một hòn đảo nhân tạo nhỏ — và như vậy, không hoàn toàn là đất Nhật — ở bến cảng Nagasaki.
Mạc phủ nhận thấy Công giáo là một nhân tố gây bất ổn lớn; điều này dẫn đến việc cấm Công giáo. Nổi loạn Shimabara năm 1637-38, các samurai và nông dân Cơ đốc giáo bất mãn đã nổi dậy chống lại Mạc phủ — và Edo kêu gọi các con tàu Hà Lan vào bắn phá thành lũy của quân phiến loạn — đánh dấu sự chấm dứt của phong trào Công giáo, mặc dù vài người Công giáo vẫn sống sót bằng che giấu đức tin, gọi là Kakure Kirishitan. Ngay sau đó, người Bồ Đào Nha bị trục xuất vĩnh viễn, thành viên của đoàn sứ thần Bồ Đào Nha bị xử tử, tất cả thần dân được yêu cầu phải đến chùa và đền Thần đạo, người Hà Lan và người Trung Quốc bị hạn chế một cách tương đối, đến Dejima và đến vùng đặc biệt ở Nagasaki. Bên cạnh các thương vụ nhỏ của các đại danh ở vùng xa với Cao Ly và các đảo Ryukyu, với các vùng Tây Nam các đảo chính ở Nhât, năm 1641, quan hệ với nước ngoài bị giói hạn bởi chính sách Tỏa Quốc đến Nagasaki.
Năm 1650, người Cơ Đốc giáo về cơ bản đã bị thủ tiêu, và ảnh hưởng kinh tế, chính trị và tôn giáo với Nhật Bản đã trở nên khá mờ nhạt. Chỉ có Trung Quốc, và Công ty Đông Ấn Hà Lan, và một giai đoạn ngắn là người Anh, có quyền đến Nhật Bản trong thời kỳ này, nhưng chỉ với mục đích thương mại, và họ bị hạn chế ở bến cảng Dejima ở Nagasaki. Tất cả những người châu Âu khác khi đặt chân lên bờ biển Nhật Bản đều bị giết chết mà không cần xét xử.

## Xã hội

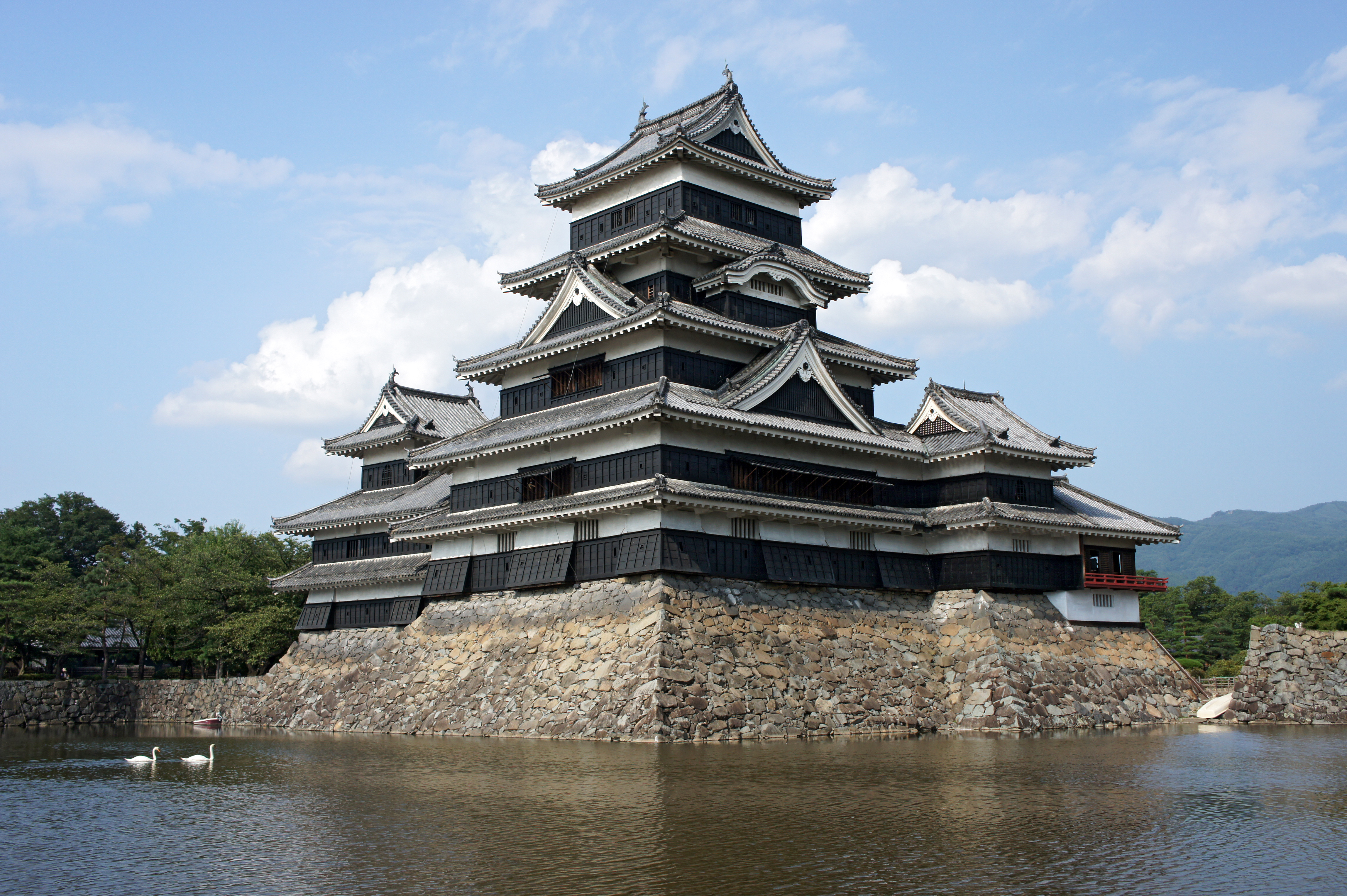
Thành Matsumoto ở tỉnh Nagano, một báu vật quốc gia.

Sau một giai đoạn nội chiến kéo dài, mục đích đầu tiên của chính quyền Tokugawa mới được thiết lập là ổn định đất nước. Mạc phủ đã tạo ra một thế cân bằng quyền lực kéo dài trong vòng 250 năm sau đó, chịu ảnh hưởng của tư tưởng Nho giáo về trật tự xã hội. Phần lớn các samurai mất quyền chiếm hữu trực tiếp với đất đai của mình: tất cả quyền sở hữu tập trung trong tay của khoảng 300 đại danh. Chiến binh Samurai có một sự lựa chọn: từ bỏ thanh kiếm và trở thành nông dân, hay rời đến các thành phố của lãnh chúa phong kiến và trở thành thuộc hạ được trả lương. Chỉ một vài lãnh địa samurai còn được duy trì ở các tỉnh biên giới phía Bắc, hay đó là chư hầu trực tiếp của Tướng Quân- tức 5000 người gọi là hatamoto. Đại danh bị đặt dưới sự quản lý chặt chẽ của Mạc phủ. Gia đình của họ phải ở lại Edo; bản thân đại danh cũng phải ở Edo một năm và ở tỉnh nhà năm tiếp theo đó. Hệ thống này được gọi là sankin kotai.
Dân chúng được chia thành bốn đẳng cấp trong một hệ thống được gọi là mibunsei (身分制, "Thân phận chế’’): samurai ở trên đỉnh (khoảng 5% dân số) và nông dân (hơn 80% dân số) ở cấp thứ hai. Thấp hơn nông dân là thợ thủ công, và thấp nhất, ở cấp thứ tư, là thương nhân. Chỉ nông dân mới sống ở các vùng thôn dã. Samurai, thợ thủ công và thương nhân sống ở thành phố được xây dựng ở quanh thành của daimyo, mỗi loại hạn chế ở khu vực của mình.
Có những người ở trên hệ thống này, các kuge, hậu duệ của Hoàng gia ở Kyoto. Mặc dù họ lấy lại được sự huy hoàng của mình sau những năm tháng chiến tranh nghèo đói, ảnh hưởng chính trị của họ gần như là số không.
Ngoài bốn đẳng cấp trên còn có tầng lớp eta và hinin, những người mà nghề nghiệp của họ phải vi phạm vào những điều cấm kỵ của Phật giáo. Eta là đồ tể, thợ thuộc da và người làm dịch vụ lễ tang. Hinin làm người gác thành, quét đường và đao phủ. Những người ở ngoài hệ thống này còn bao gồm ăn xin, người làm trò tiêu khiển và gái lầu xanh. Chữ eta có thể dịch là "dơ dáy’’ và "hinin" là "không phải là người", một thuật ngữ phản ánh hoàn toàn thái độ của bốn đẳng cấp còn lại với eta và hinin, thậm chí không coi họ là người. Hinin không được cho phép đến những khu vực đặc biệt của thành phố. Các diễn viên thường đi theo đoàn từ làng này đến làng khác, biểu diễn ở mỗi thành phố rồi chuyển đến noiw khác. Hoàn toàn hợp pháp khi giết một hinin mà chẳng cần lý do gì. Đôi khi các làng eta còn không được in lên các bản đồ chính thức.
Mỗi cá nhân không có quyền pháp lý ở thời Tokugawa. Gia đình là thực thể pháp lý nhỏ nhất, và duy trì địa vị và đặc quyền của mỗi gia đình là công việc quan trọng nhất ở mọi tầng lớp xã hội. Ví dụ như thời Edo luật hình sự quy định các "lao động phải trả phí" hay nô lệ cho các gia đình có tử tội trong Điều 17 của Gotōke reijō (Gia Quy nhà Tokugawa), nhưng việc thực thi chưa bao giờ được tiến hành. Bộ luật năm 1711 Gotōke reijō được soạn thảo từ hơn 600 điều lệ được ban hành từ năm 1597 đến năm 1696.

## Phát triển kinh tế

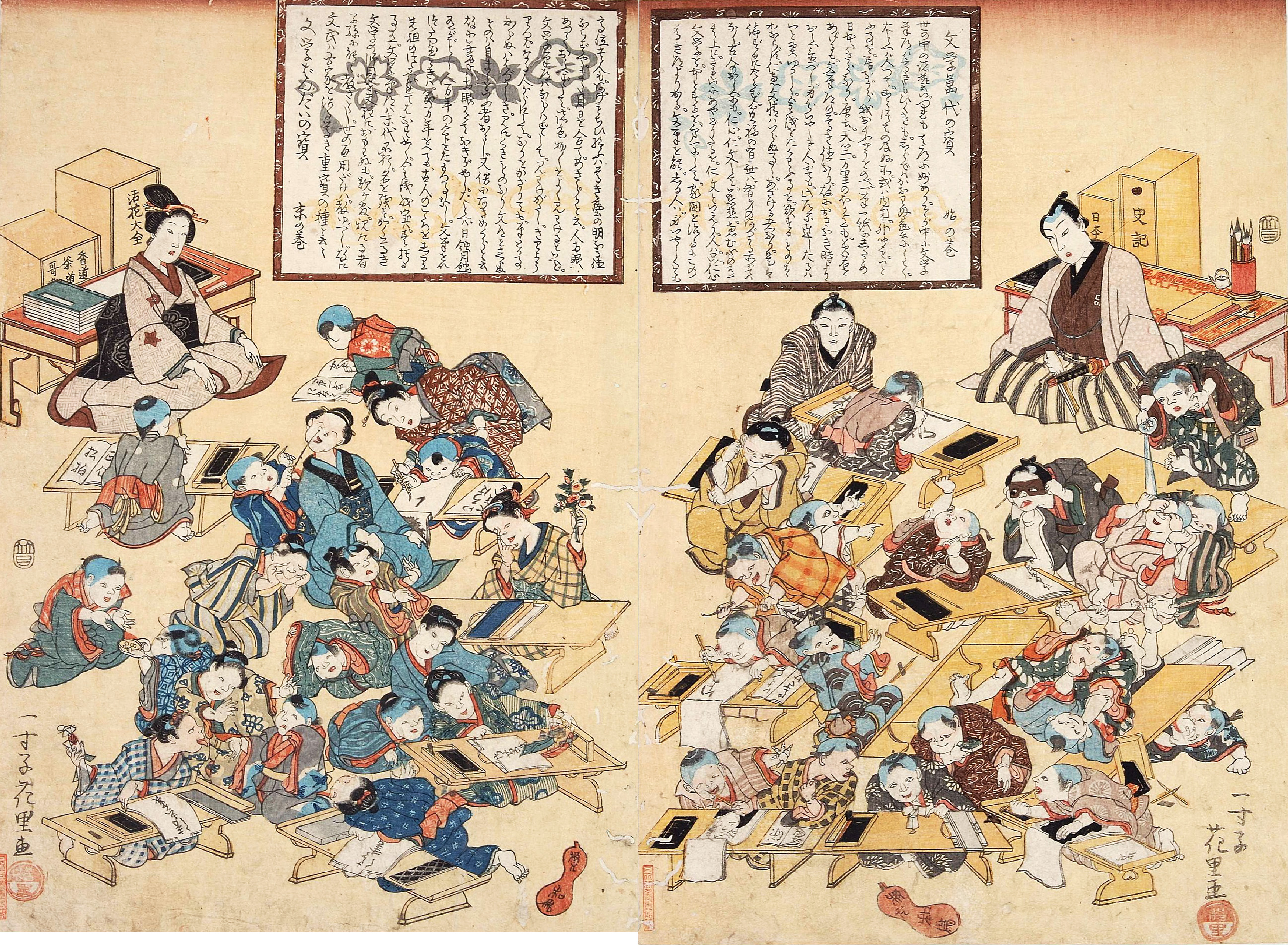
Terakoya, trường tư thục dành cho nữ

Phát triển kinh tế dưới thời Tokugawa bao gồm đô thị hóa, phát triển vận chuyển hàng hóa, nội thương, và ban đầu là cả ngoại thương phát triển vượt bậc, việc buôn bán và thủ công nghiệp trở nên phổ biến. Nghề xây dựng phát đạt cùng với ngân hàng và liên đoàn thương nhân. Chính quyền ở các phiên giám sát việc tăng sản lượng nông nghiệp và mở rộng nghề thủ công.

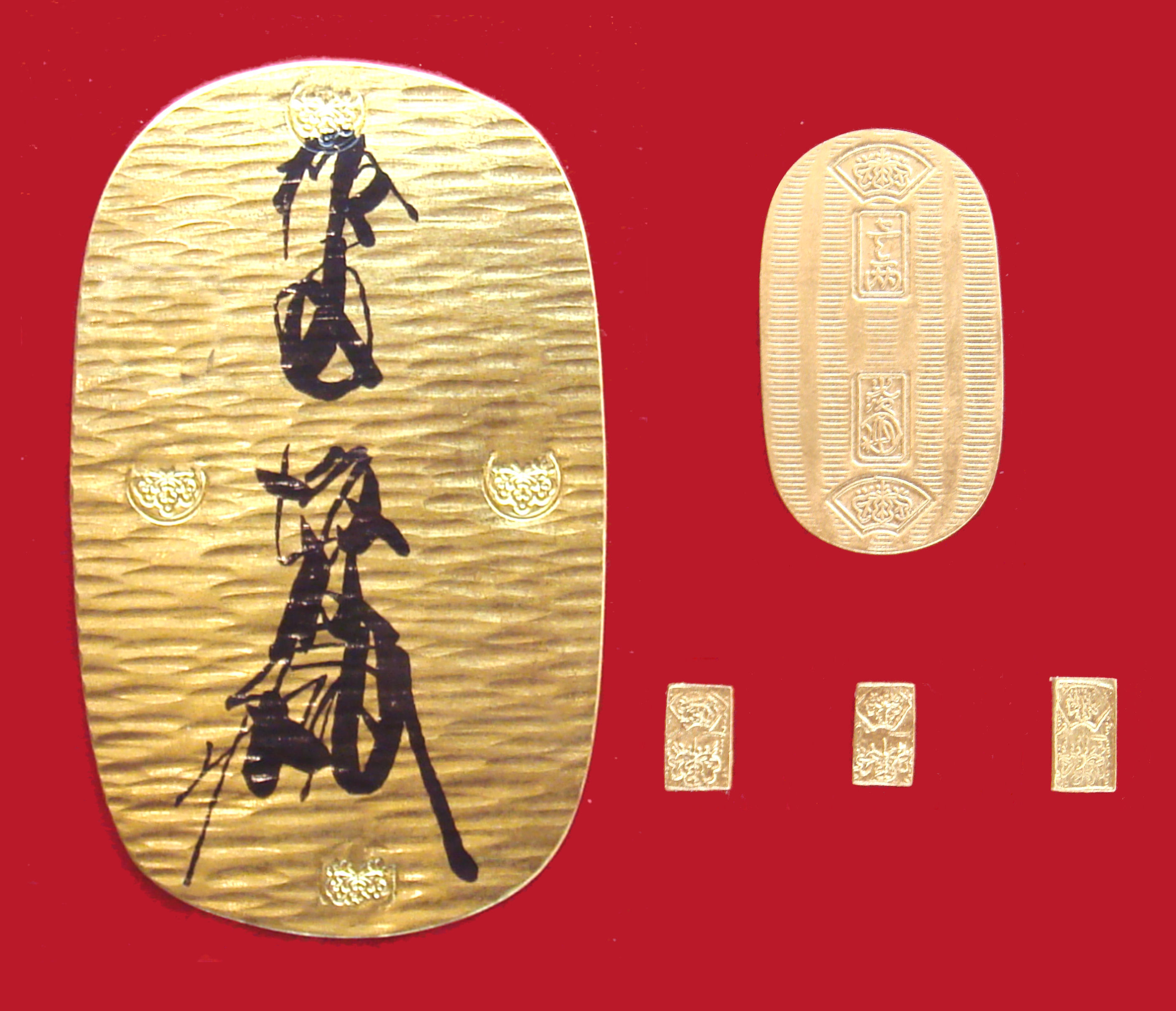
Đồng tiền thời Tokugawa: Ōban, Koban, Ichibuban (1601-1695).

### Dân số
Cho đến giữa thế kỷ 18, Edo có dân số hơn 1 triệu người, còn Osaka và Kyoto có khoảng 400.000 cư dân. Rất nhiều thành khác cũng phát triển tốt. Nhật Bản hầu như không tăng trưởng dân số từ năm 1720 (26.100.000 dân) đến 1820 (27.200.000 dân), thường là do tỉ lệ sinh thấp và nạn đói lại tràn lan, nhưng một số nhà sử học lại đưa ra các giả thuyết khác, ví dụ như tỉ lệ sát hại trẻ em để kiểm soát số dân cao . Osaka và Kyoto trở thành những trung tâm thương mại và thủ công nghiệp tấp nập, trong khi Edo là trung tâm cung cấp lương thực và các loại hàng hóa cho đô thị.

### Kinh tế

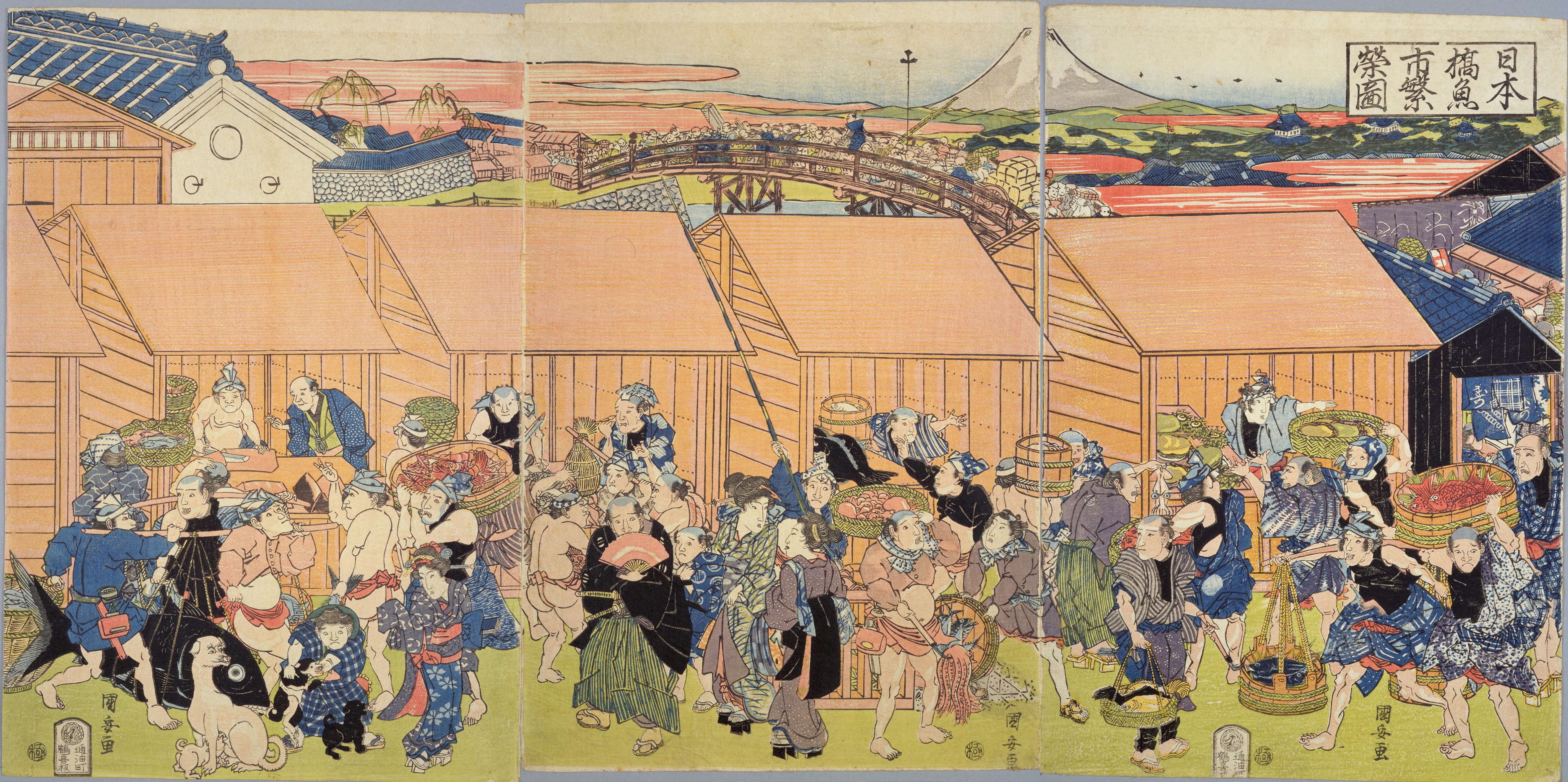
Sự thịnh vượng của chợ cá Nihonbashi (thời Edo) của Utagawa Kuniyasu

Thời đại Tokugawa mang lại hòa bình, và điều đó mang lại sự thịnh vượng cho một quốc gia 31 triệu người, 80% trong số họ là nông dân trồng lúa.  Sản xuất lúa gạo tăng đều, nhưng dân số vẫn ổn định, nên thịnh vượng tăng. Cánh đồng lúa tăng từ 1,6 triệu chō năm 1600 lên 3 triệu vào năm 1720. Công nghệ cải tiến giúp nông dân kiểm soát dòng nước quan trọng đến ruộng của họ. Các đại danh vận hành hàng trăm thị trấn lâu đài, trở thành địa điểm buôn bán nội địa. Các thị trường gạo quy mô lớn được phát triển, tập trung ở Edo và Osaka. Các thương nhân đã phát minh ra các công cụ tín dụng để chuyển tiền và tiền tệ được sử dụng phổ biến. Ở các thành phố và thị trấn, bang hội của thương nhân và nghệ nhân đã đáp ứng nhu cầu ngày càng tăng về hàng hóa và dịch vụ.
Các thương nhân được hưởng lợi rất nhiều, đặc biệt là những người có sự bảo trợ chính thức. Các samurai, bị cấm tham gia vào nông nghiệp hoặc kinh doanh nhưng được phép vay tiền, vay quá nhiều. Mạc phủ và các đại danh tăng thuế đối với nông dân, nhưng không đánh thuế kinh doanh, vì vậy họ cũng rơi vào nợ nần. Đến năm 1750, thuế tăng đã kích động tình trạng bất ổn của nông dân và thậm chí là bạo loạn. Quốc gia đã phải đối phó bằng cách nào đó với sự bần cùng hóa của samurai và thâm hụt ngân khố. Những rắc rối tài chính của các samurai cũng làm suy yếu lòng trung thành của họ với hệ thống. Kho bạc trống rỗng đe dọa toàn bộ hệ thống chính phủ. Một giải pháp phản động được ban hành là cấm chi tiêu cho những thứ xa xỉ. Các giải pháp khác đã được hiện đại hóa, với mục tiêu tăng năng suất nông nghiệp. Tướng quân Tokugawa thứ tám, Yoshimune (tại vị trong thời gian 1716-1745) đã thành công đáng kể, mặc dù phần lớn công việc của ông phải được thực hiện lại trong khoảng thời gian từ 1787 đến 1793 bởi ủy viên hội đồng trưởng của shogun, ông Matsudaira Sadanobu (1759-1829). Những tướng quân khác đã làm tiền giả để trả nợ, gây ra lạm phát.
Đến năm 1800, thương mại hóa nền kinh tế tăng trưởng nhanh chóng, đưa ngày càng nhiều ngôi làng xa xôi vào nền kinh tế quốc gia. Nông dân giàu có đã chuyển từ trồng lúa sang trồng cây thương mại lợi nhuận cao và tham gia cho vay tiền ở địa phương, thương mại và sản xuất quy mô nhỏ. Một số thương nhân giàu có muốn nâng cao địa vị xã hội bằng cách sử dụng tiền để kết hôn với tầng lớp samurai.

### Nông nghiệp
Gạo là cơ sở của nền kinh tế. Khoảng 80% người dân là nông dân trồng lúa. Sản xuất lúa gạo tăng đều, nhưng dân số vẫn ổn định, nên thịnh vượng tăng. Cánh đồng lúa tăng từ 1,6 triệu chō năm 1600 lên 3 triệu vào năm 1720. Công nghệ cải tiến giúp nông dân kiểm soát dòng chảy tưới quan trọng đến ruộng của họ.  Daimyō  có hàng trăm thị thành (thị trấn quanh một tòa thành), trở thành địa điểm buôn bán nội địa. Các thị trường gạo quy mô lớn được phát triển, tập trung vào Edo và Ōsaka. Tại các thành phố và thị trấn, bang hội của thương nhân và nghệ nhân đáp ứng nhu cầu ngày càng tăng về hàng hóa và dịch vụ. Các thương nhân, dù địa vị thấp nhưng rất giàu có, đặc biệt là những người có sự bảo trợ chính thức. Các thương nhân đã phát minh ra các công cụ tín dụng để chuyển tiền, tiền tệ được sử dụng phổ biến và thị trường tín dụng tăng cường khuyến khích tinh thần kinh doanh. Các đại danh thu thuế của nông dân bằng gạo. Thuế cao, khoảng 40% mỗi mùa vụ. Gạo được bán ở các chợ fudasashi ở Edo. Để sớm thu tiền, các đại danh sử dụng các hợp đồng tương lai để bán gạo chưa được thu hoạch. Những hợp đồng này tương tự như loại hợp đồng tương lai thời hiện đại.
Trong thời Edo, Nhật Bản đã phát triển một chính sách bảo vệ rừng tiên tiến. Nhu cầu gỗ tăng do xây dựng, đóng tàu và làm củi đun đã dấn đến việc phá rừng tràn lan, dẫn đến những vụ cháy rừng, lũ lụt và lở đất. Để đối phó với tình trạng này, bắt đầu từ khoảng năm 1666, Tướng quân đã ban hành lệnh giảm đốn gỗ và gia tăng trồng mới cây. Chính sách này cũng nêu rõ chỉ Tướng quân và đại danh mới được cho phép sử dụng gỗ. Cho đến thế kỷ 18, Nhật Bản đã phát triển những tri thức cặn kẽ về lâm học và lâm nghiệp.

## Nghệ thuật và phát triển tri thức

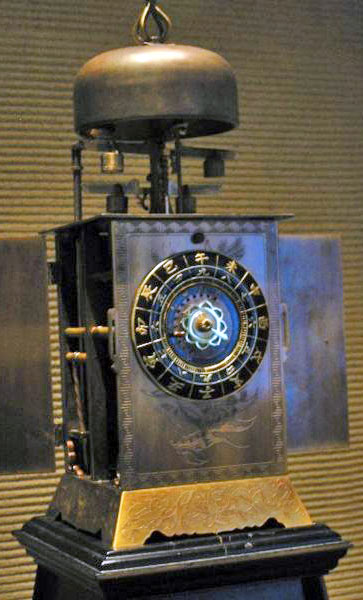
Wadokei, đồng hồ Nhật Bản, thế kỷ 18.

Dưới thời này, Nhật Bản dần dần tiếp thu khoa học và công nghệ phương Tây (gọi là Lan học, hay "rangaku", "học vấn của người Hà Lan") qua thông tin và những cuốn sách của thương nhân Hà Lan ở Dejima. Lĩnh vực học tập chính là địa lý, dược học, khoa học tự nhiên, thiên văn học, nghệ thuật, ngôn ngữ, cơ học ví dụ như nghiên cứu về các hiện tượng điện, và khoa dược học, với ví dụ về sự phát triển của đồng hồ Nhật Bản, hay wadokei, chịu ảnh hưởng của kỹ thuật phương Tây.
Sự hưng thịnh của Tân Nho giáo là sự phát triển tri thức quan trọng dưới thời Tokugawa. Nho học vẫn hoạt động tích cực ở Nhật Bản nhờ các nhà sư, nhưng dưới thời Tokugawa, Nho giáo đã thoát ra khỏi sự kiểm soát của Phật giáo. Hệ tư tưởng này đã thu hút được sự chú ý về một cái nhìn thế tục về con người và xã hội. Chủ nghĩa nhân đạo, chủ nghĩa duy lý, và viễn cảnh lịch sử của học thuyết Tân Nho giáo hấp dẫn giới quan lại. Cho đến giữa thế kỷ 17, Tân Nho giáo là hệ thống triết học hợp pháp thống trị nước Nhật và đóng góp lớn cho sự phát triển các hệ tư tưởng kokugaku ("Quốc học").

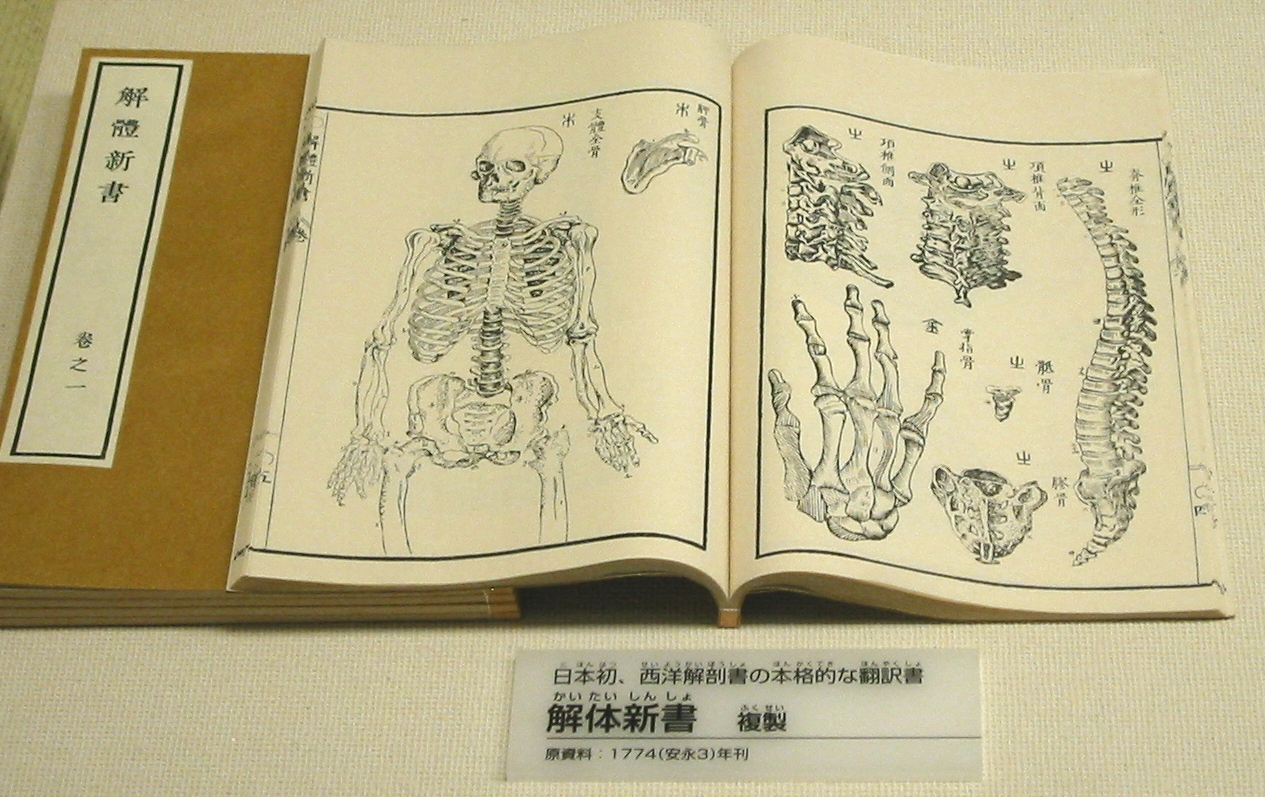
Kaitai Shinsho, chuyên luận đầu tiên của Nhật Bản về giải phẫu học phương Tây, xuất bản năm 1774.

Các nghiên cứu sâu và ứng dụng rộng rãi của Tân Nho đóng góp lớn trong việc thay đổi trật tự chính trị xã hội từ các quy tắc phong kiến đến đẳng cấp và các quy tắc định hướng cho những nhóm lớn trong xã hội. Luật lệ của nhân dân và các nhà Nho dần được thay thế bằng luật pháp. Các luật mới được phát triển, và các thể chế hành chính mới ra đời. Luận thuyết về chính quyền mới và cái nhìn mới về xã hội nổi lên với một sự cai trị toàn diện của Mạc phủ. Mỗi người có một vị trí riêng trong xã hội và phải làm việc để hoàn thành nhiệm vụ của đời mình. Cai trị nhân dân bằng nhân đức của những người có trách nhiệm thống trị. Chính quyền có quyền lực tuyệt đối nhưng có trách nhiệm và nhân  đạo. Mặc dù hệ thống đẳng cấp bị ảnh hưởng của Tân Nho nhưng không giống nhau. Trong khi binh lính và tăng lữ ở dưới cùng của hệ thống đẳng cấp Trung Hoa, thì với Nhật Bản, tầng lớp này được coi là tầng lớp thống trị.
Thành viên của tầng lớp samurai tôn trọng triệt để truyền thống bushi (võ sỹ) với một sự quan tâm mới trong lịch sử Nhật Bản và đỉnh cao là tư tưởng của các nhà Nho đang nắm quyền, dẫn đến sự ra đời của khái niệm bushido ("võ sỹ đạo). Một lối sống khác --chōnindō—cũng ra đời. Chōnindō (lối sống của người thành thị) là nét văn hóa riêng biệt nổi lên ở các thành phố như Osaka, Kyoto, và Edo. Nó khuyến khích lòng khao khát đạt đến những chuẩn mực bushido—-siêng năng, trung thực, trọng danh dự, trung thành và thanh đạm –trong khi pha trộn niềm tin của Thần đạo, Tân Nho và Phật giáo. Nghiên cứu về toán học, thiên văn học, bản đồ học, kỹ sư, và nghề y cũng được khuyến khích. Người ta nhấn mạnh đến tài hoa của người thợ, đặc biệt là trong nghệ thuật. Lần đầu tiên, người dân đô thị có được khả năng vật chất và tinh thần để theo đuổi những hình thức văn hóa đại chúng mới. Họ kiếm tìm thú vui, hay còn gọi ukiyo ("phù thế"), quan niệm về thế giới của thời trang, giải trí, và khám phá đẳng cấp mỹ học trong các vật dụng và hoạt động thường ngày, bao gồm tình dục (shunga, "xuân họa"). Những phụ nữ giải trí chuyên nghiệp (geisha), âm nhạc, kịch nghệ, Kabuki và bunraku (múa rối), thi ca, văn học, và nghệ thuật, ví dụ như những bản khắc gỗ tuyệt đẹp (còn gọi là ukiyo-e), là tất cả những mảng của bức tranh nghệ thuật đang nở hoa. Văn học huy hoàng với những ví dụ về tài năng kịch nghệ Chikamatsu Monzaemon (1653-1724) và nhà thơ, nhà văn tiểu luận, và du ký Matsuo Bashō (1644-94).

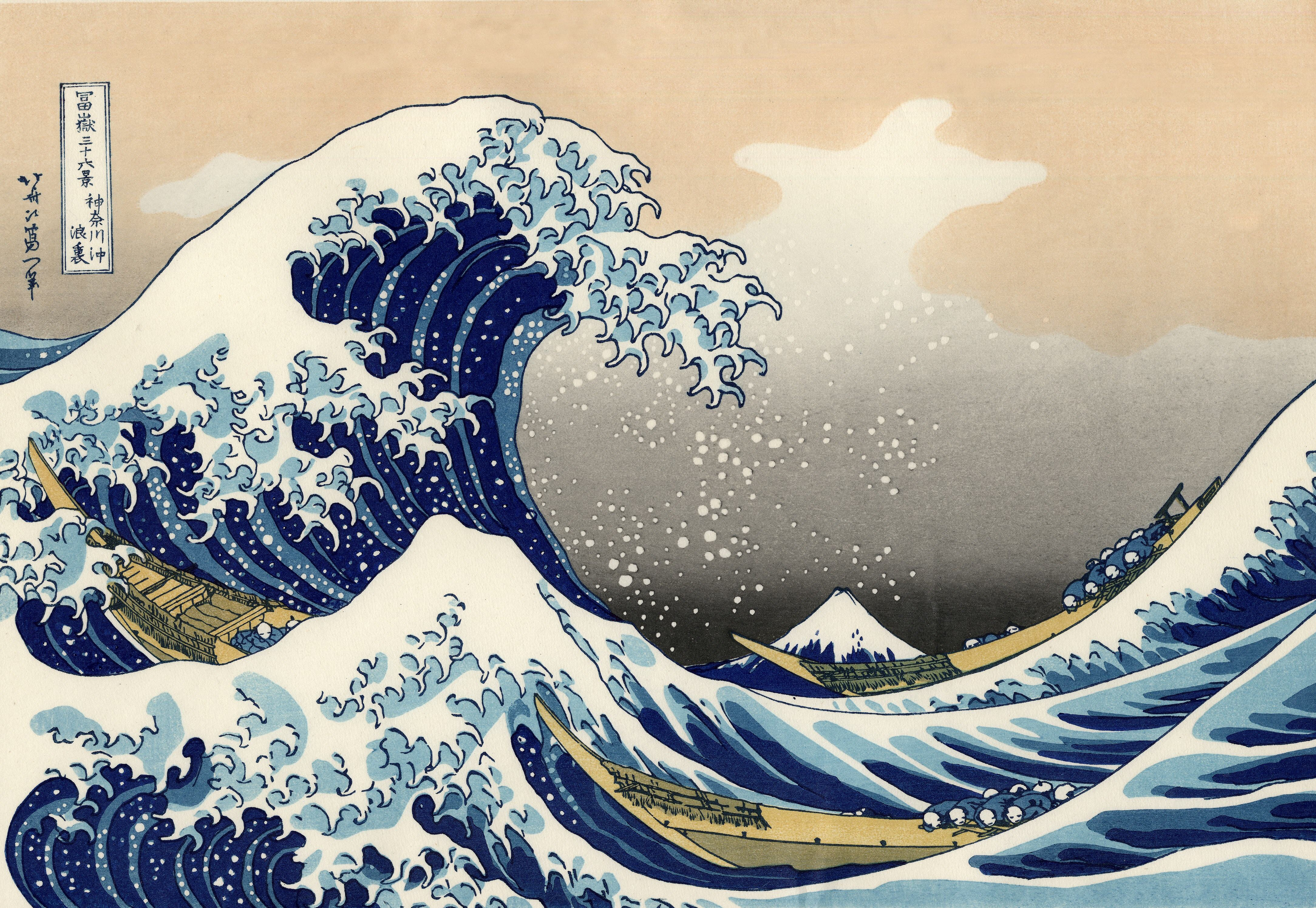
Sóng lừng ở Kanagawa (Thần Nại Xuyên Lang Lý) của Katsushika Hokusai (1760–1849).

Tranh in Ukiyo-e bắt đầu được sản xuất từ cuối thế kỷ 17, nhưng năm 1764 Harunobu sản xuất bản in nhiều màu đầu tiên. Thế hệ họa sĩ tranh in tiếp theo, gồm có Torii Kiyonaga và Utamaro, vẽ những bức tranh thanh nhã và đôi khi sâu sắc về các cô gái thanh lâu. Trong thế kỷ 19, nhân vật nổi bật nhất là Hiroshige, người tạo ra những bản in phong cảnh lãng mạn và có gì đó ủy mị. Hình dạng và góc nhìn lạ lùng về phong cảnh qua cái nhìn của Hiroshige với các tác phẩm của Kiyonaga và Utamaro, nhấn mạnh các mặt phẳng và phác thảo bằng những đường kẻ mạnh mẽ, sau này có ảnh hưởng sâu sắc đến các họa sĩ phương Tây như Edgar Degas và Vincent van Gogh (xem Japonism).
Phật giáo và Thần đạo đều quan trọng dưới thời Edo. Phật giáo, kết hợp với Tân Nho giáo, đưa ra tiêu chuẩn cho lối ứng xử trong xã hội. Mặc dù không có quyền lực chính trị hùng mạnh nhưng trong quá khứ, Phật giáo vẫn được tầng lớp trên tin theo. Lệnh cấm Công giáo giúp Phật giáo hưởng lợi vì Mạc phủ yêu cầu tất cả mọi người đăng ký tại các chùa. Sự phân chia cứng nhắc của xã hội thời Tokugawa thành các phiên, làng, phường và hộ gia đình đã giúp tái lập lại sự gắn bó với Thần đạo ở các địa phương. Thần đạo tạo thành chỗ dựa tinh thần cho những mệnh lệnh chính trị và là sợi dây buộc chặt cá nhân với cộng đồng. Thần đạo cũng giúp bảo tồn văn hóa dân tộc.
Thần đạo cuối cùng được cho là sự sáp nhập của chủ nghĩa duy lý Tân nho và chủ nghĩa duy vật. Phong trào kokugaku nổi lên từ sự tương tác của hai hệ thống niềm tin này. Kokugaku đóng góp vào chủ nghĩa dân tộc coi Thiên hoàng là trung tâm ở Nhật Bản hiện đại và sự phục sinh của Thần đạo với vai trò quốc giáo trong hai thế kỷ 18 và 19. Kojiki, Nihongi, và Man'yōshū đều được làm mới theo tinh thần Nhật Bản. Một số người theo chủ nghĩa thuần túy trong phong trào kokugaku, như Motoori Norinaga, thậm chí còn chỉ trích ảnh hưởng Nho giáo và Phật giáo — và thực tế là các ảnh hưởng từ bên ngoài — vì đã làm ô uế lối sống cổ xưa của nước Nhật. Nhật Bản là đất nước của kami và như vậy, có một định mệnh đặc biệt.

## Mạc phủ sụp đổ

### Nhà Tokugawa suy sụp
Hậu kỳ thời đại này thường được gọi là Mạc mạt. Lý do về sự chấm dứt của thời kỳ này vẫn còn gây tranh cãi nhưng nó được cho là do sức ép với nước Nhật phải mở cửa với thế giới nhờ Phó đề đốc Matthew Perry của Hải quân Hoa Kỳ, với hạm đội của mình (người Nhật gọi là "Hắc thuyền") nã pháo vào vịnh Tokyo. Vài đảo nhân tạo được đắp để cản trở tầm pháo của hạm đội, và vùng đất này ngày nay gọi là quận Odaiba.
Nhà Tokugawa cuối cùng sụp đổ đơn giản vì những thất bại tự bên trong. Sự xâm nhập từ bên ngoài làm mối quan hệ chính trị phức tạp giữa Mạc phủ và liên minh đối lập thêm trầm trọng. Phong trào chống Mạc phủ tiếp diễn vào giữa thế kỷ 19 cuối cùng sẽ lật độ nhà Tokugawa. Từ khởi đầu, nhà Tokugawa cố hạn chế các gia đình tích trữ tài sản và khuếch trương cho chính sách "trở lại với ruộng đồng", theo đó người nông dân, nhà sản xuất sau cùng, là con người lý tưởng trong xã hội.
Bất chấp những nỗ lực hạn chế sự giàu có và một phần là vì một thời kỳ hòa bình dài đến không tưởng, tiêu chuẩn sống của cư dân đô thị và nông thôn trở nên rất giống nhau dưới thời Tokugawa. Các phương thức canh tác, vận chuyển, xây nhà, các loại thực phẩm, các hình thức giải trí luôn sẵn sàng, vì có nhiều thời gian rỗi hơn, ít nhất là với cư dân thành thị. Tỉ lệ biết chữ là cao so với một xã hội tiền công nghiệp, và giá trị văn hóa được định giá lại và được phổ biến rộng rãi trong tầng lớp chiến binh samurai và chōnin ("đinh nhân")/ Bất chấp sự tái xuất hiện của các phường hội, hoạt đồng kinh tế vẫn tiến triển tốt đẹp cho dù có sự hạn chế tự nhiên của các phường hội, thương mại thông suốt và một nền kinh tế tiền tệ phát triển. Mặc dù chính quyền hạn chế thương nhân rất nhiều và xem họ như những người không sản xuất mà lại lấy lãi cắt cổ, nhưng các samurai, những người dân dần xa rời sự gắn bó với nông thôn, ngày càng phụ thuộc vào thương nhân và thợ thủ công để có hàng hóa tiêu dùng, hàng thủ công yêu thích, và các khoản vay. Theo cách đó, ý thức lờ mờ về việc lật đổ tầng lớp samurai của dân chōnin bắt đầu hình thành.
Một cuộc đấu tranh nổi lên trên bề mặt của chính trị vốn bị hạn chế khi Chinh di Đại tướng quân đánh thuế tầng lớp doanh nhân. Ý tưởng của chính quyền về một xã hội nông nghiệp thất bại trong việc điều chỉnh thực tế trong phân phối thương mại. Hệ thống quan lại khổng lồ phát triển, nay trở nên trì trệ vì sự trái ngược với một trật tự xã hội mới đang phát triển. Tình hình tồi tệ hơn khi dân số gia tăng nhanh chóng trong nửa đầu thời Tokugawa. Mặc dù mức độ và tốc độ tăng trưởng vẫn chưa chắc chắn nhưng có ít nhất 26 triệu dân thường và khoảng 4 triệu thành viên của các gia đình samurai và thuộc hạ cuộc tổng điều tra dân số lần đầu tiên diễn ra năm 1721. Hạn hán cùng với đó là thiếu lương thực và nạn đói, dẫn đến 20 nạn đói lớn trong khoảng từ 1675 đến 1837. Sự bất ổn trong giới nông dân gia tăng, và cho đến cuối thế kỷ 19, sự phản đối lại thuế cao và nạn thiếu lương thực trở thành chuyện thường ngày. Các gia đình nông dân mất đất mới trở thành nông dân tá điền, trong khi những người nghèo không nhà cửa rời ra thành phố. Khi các gia đình trước kia vốn sung túc nay trở nên sa sút, những người khác chuyển đến các vùng đất thừa tự, và một tầng lớp nông dân giàu có mới nổi lên. Những người hưởng lợi này có thể đa dạng hóa sản xuất và thuê lao động, trong khi những người khác bất bình. Rất nhiều samurai rơi vào tình cảnh khốn khó và bị ép phải làm những việc thủ công và làm công nhật cho giới thương nhân.
Mặc dù Nhật Bản có thể tiếp thu và cải tiến tri thức khoa học ở nhiều lĩnh vực khác nhác, sự công nghiệp hóa nhanh chóng của phương Tây trong suốt thế kỷ 18 lần đầu tiên tạo ra hố sâu ngăn cách về trình độ công nghệ và vũ khí giữa Nhật Bản và phương Tây (thứ thật ra không tồn tại vào đầu thời Edo), buộc nước Nhật phải từ bỏ chính sách bế quan tỏa cảng và góp phần vào sự sụp đổ của triều đại Tokugawa.
Sự xâm nhập của phương Tây gia tăng vào đầu thế kỷ 19. Các tàu chiến và thương nhân Nga xâm lấn Karafuto (được gọi là Sakhalin dưới sự kiểm soát của Nga và Liên Xô) ở quần đảo Kuril, cực Nam của nó được người Nhật coi là những hòn đảo ở phía Bắc Hokkaidō. Ngoài một tàu chiến Anh tiến vào cảng Nagasaki để tìm kiếm tàu Hà Lan đối địch năm 1808, các tàu chiến và tàu săn cá voi cũng ngày càng xuất hiện thường xuyên hơn ở lãnh hải Nhật Bản trong các thập niên 1810 và 1820. Tàu săn cá voi và tàu buôn từ Hoa Kỳ cũng cập bờ Nhật Bản. Mặc dù người Nhật đã có vài sự nhượng bộ nhỏ và cho phép người Mỹ cập cảng, họ vẫn cố giữ khoảng cách với người nước ngoài, đôi khi dùng cả vũ lực. Lan học trở thành yếu tố quyết định không chỉ để hiểu được những "kẻ dã man" từ bên ngoài mà còn để sử dụng tri thức có được từ phương Tây để chống lại họ.
Cho đến những năm 1830, có vài dấu hiệu chung của sự khủng hoảng. Nạn đói và thiên tai tấn công mãnh liệt, và sự bất mãn dẫn đến những cuộc khởi nghĩa của nông dân chống lại quan lại và thương gia ở Osaka năm 1837. Mặc dù nó chỉ kéo dài một ngày, cuộc khởi nghĩa đã để lại ấn tượng sâu sắc. Biện pháp khắc phục thường là các giải pháp truyền thống cố cải cách lại tình trạng đạo đức suy đồi thay vì chú tâm đến vấn đề từ thiện. Các mưu sỹ của Tướng quân thúc đẩy việc quay lại tinh thần võ sỹ, cấm đoán gắt gao hơn việc giao thiệp và buôn bán với người nước ngòi, đàn áp Lan học, kiểm duyệt văn chương, và cấm ngặt sự "xa hoa" ở trong chính quyền và tầng lớp samurai. Những người khác cố lật đổ nhà Tokugawa và đi theo học thuyết chính trị sonnō jōi (Tôn Hoàng, Nhương Di), kêu gọi đoàn kết dưới Đế quyền và chống lại sự xâm phạm từ bên ngoài. Mạc phủ vẫn kiên trì giữa lúc ngày càng có nhiều lo ngại về việc phương Tây thiết lập thành công các vùng đất thuộc địa ở Trung Quốc sau Chiến tranh nha phiến lần thứ nhất năm 1839–1842. Nhiều cải cách hơn được tiến hành, đặc biệt là trong lĩnh vực kinh tế, để làm nước Nhật mạnh hơn trước mối đe dọa phương Tây.
Nhật Bản bác bỏ yêu sách của người Mỹ mà theo đó mở rộng đáng kể sự hiện diện của họ ở Châu Á Thái Bình Dương và thiết lập quan hệ ngoại giao khi Phó đề đốc James Biddle hiện diện ở vịnh Edo với hai tàu chiến vào tháng 7 năm 1846.

### Chấm dứt bế quan tỏa cảng

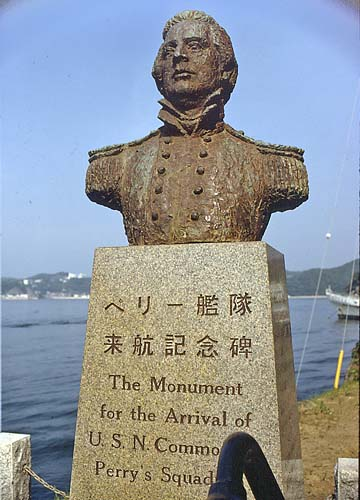
Tượng bán thân Matthew Perry ở Shimoda, Shizuoka.

Khi bốn chiếc tàu của Phó đề đốc Matthew Calbraith Perry xuất hiện ở vịnh Edo tháng 7 năm 1853, Mạc phủ rơi vào vòng hỗn loạn. Rōjū Abe Masahiro (1819–1857) chịu trách nhiệm thương thuyết với người Mỹ. Chưa hề có kinh nghiệm xử lý môi đe dọa an ninh quốc gia, Abe cố cân bằng giữa mong muốn của hội đồng tối cao là thương thảo với người nước ngoài, và của các đại danh muốn dùng vũ lực. Thiếu sự đồng lòng, Abe quyết định thương thuyết bằng cách chấp nhận yêu cầu mở cửa Nhật Bản cho ngoại thương của Perry trong khi vẫn chuẩn bị động binh. Tháng 3 năm 1854, Hiệp ước Hòa bình và Hữu nghị (Hiệp ước Kanagawa) mở cửa hai bến cảng cho tàu Mỹ mua hàng tiếp tế, bảo đảm đối xử tốt với các thủy thủ Mỹ bị đắm tàu, và cho phép lãnh sự Mỹ mở cửa ở Shimoda, một hải cảng ở bán đảo Izu, Tây Nam Edo. Mạc phủ bị ép phải ký một hiệp ước thương mại, mở cửa thêm nhiều vùng đất nữa cho thương nhân Hoa Kỳ 5 năm sau đó.
Tác hại của việc này đối với Mạc phủ là rất to lớn. Tranh cãi về chính sách của chính phủ là không bình thường và gây ra sự chỉ trích công khai Mạc phủ. Với hy vọng tranh thủ sự ủng hộ của các đồng minh mới, Abe, trong sự sửng sốt của các lãnh chúa đại danh fudai, đã tham nghị với các đại danh shinpan và tozama, càng làm xói mòn thêm Mạc phủ vốn đã suy yếu. Trong cải cách Ansei (1854–1856), Abe sau đó cố củng cố chế độ bằng cách đặt các tàu chiến và vũ khí ở Hà Lan và xây dựng các hải cảng quân sự. Năm 1855, một trường hải quân với hướng dẫn viên Hà Lan khởi công ở Nagasaki, và một trường võ bị kiểu phương Tây được thành lập ở Edo; cho đến năm sau đó, chính quyền dịch các sách phương Tây. Sự phản đối Abe tăng lên trong nhóm các fudai, chống lại việc mở cửa hội đồng Mạc phủ với các tozama, ông bị thay thế vị trí Chủ tịch Hội đồng cao cấp năm 1855 bởi Hotta Masayoshi (1810–1864).
Đứng đầu phe chống đối là Tokugawa Nariaki, người đã từ lâu nắm phái quân sự trung thành với Thiên Hoàng và tình cảm chống phương Tây, người được đặt lên vị trí đảm nhiệm phòng vệ quốc gia năm 1854. Trường Mito —dựa trên các nguyên tắc Tân Nho giáo và Thần đạo—với tôn chỉ phục hồi Đế quyền, quay lưng lại với phương Tây, và lập ra một đế chế mới dưới triều đại Yamato thần thánh.
Trong những năm cuối thời Tokugawa, sự tiếp xúc với người nước ngoài gia tăng khi có thêm nhiều nhượng bộ. Hiệp ước mới với Hoa Kỳ năm 1859 cho phép mở cửa thêm nhiều cảng để mở rộng quan hệ ngoại giao, mua bán tự do tại bốn cảng mới, và người nước ngoài được định cư ở Osaka và Edo. Nó cũng tiêu biểu cho định nghĩa về đặc quyền ngoại giao (người nước ngoài là đối tượng của luật nước họ chứ không phải luật Nhật Bản). Hotta mất đi sự ủng hộ của các lãnh chúa đại danh quan trọng, và khi Tokugawa Nariaki chống lại Hiệp ước mới, Hotta tìm kiếm sự phê chuẩn của Hoàng gia. Các quan trong triều, đã nhận thấy sự suy yếu của Mạc phủ, từ chối yêu cầu của Hotta và do đó lôi kéo Kyoto và Thiên Hoàng vào việc chính trị nội bộ Nhật Bản lần đầu tiên sau hàng trăm năm. Khi Tướng quân qua đời mà không có người thừa kế, Naraki khẩn khoản yêu cầu triều đình ủng hộ con trai ông, Tokugawa Yoshinobu (hay Keiki), nhậm chức Chinh di Đại tướng quân, một ứng cử viên được các đại danh shinpan và tozama ưa chuộng. Tuy vậy, fudai đã thắng trong cuộc đối đầu quyền lực, lập Tokugawa Yoshitomi làm Chinh di Đại tướng quân, bắt giam Nariaki và Keiki, xử tử Yoshida Shoin (1830–1859, nhà tư tưởng Tôn Hoàng, Nhương Di hàng đầu chống lại Hiệp ước với Hoa Kỳ và âm mưu một cuộc cách mạng chống lại Mạc phủ), ký Hiệp ước với Hoa Kỳ và năm quốc gia khác, do đó chấm dứt 200 năm bế quan tỏa cảng.

### Hiện đại hóa và xung đột thời Mạc mạt

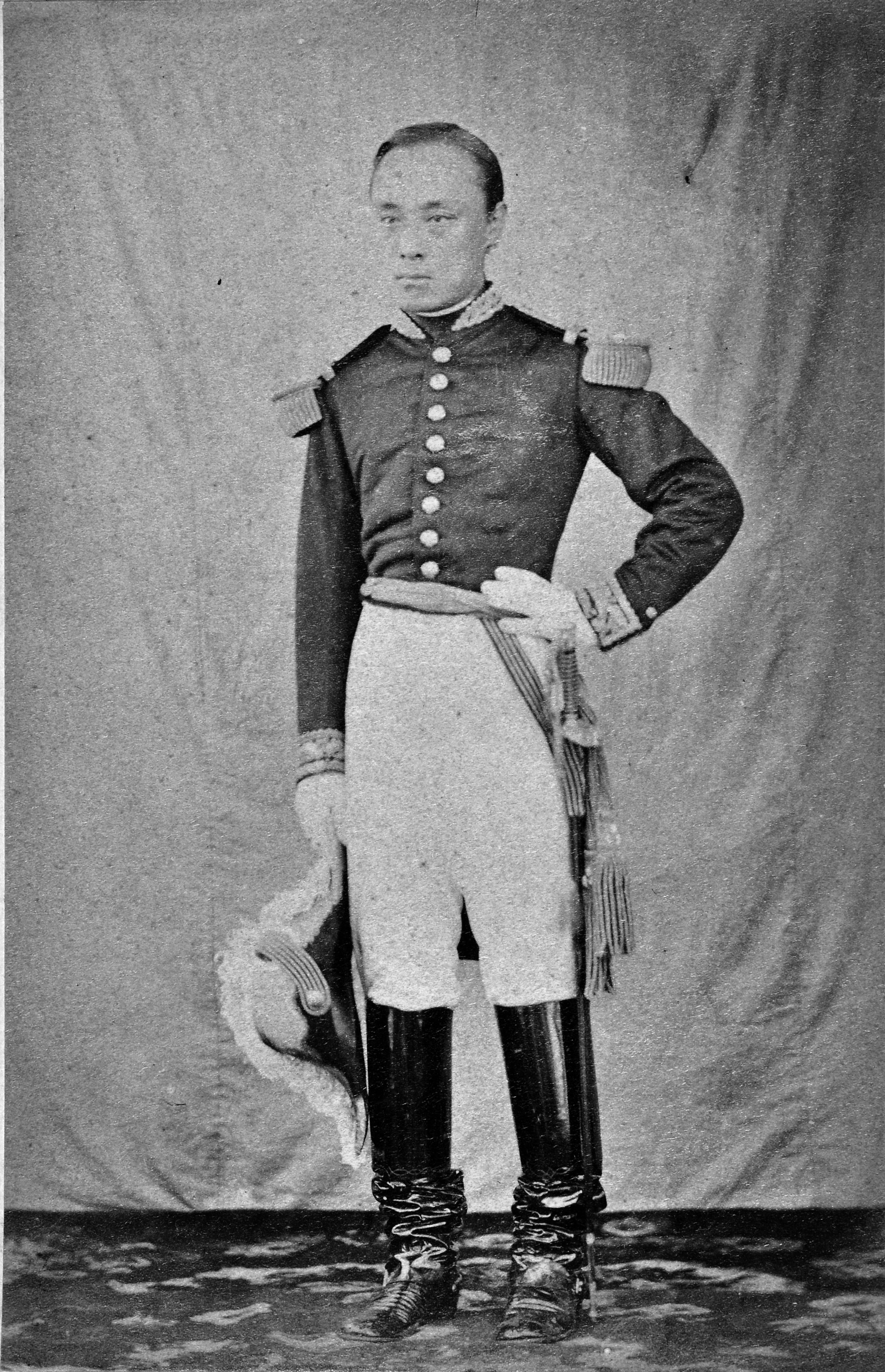
Tokugawa Yoshinobu, Tướng quân cuối cùng trong bộ quân phục Pháp năm 1867

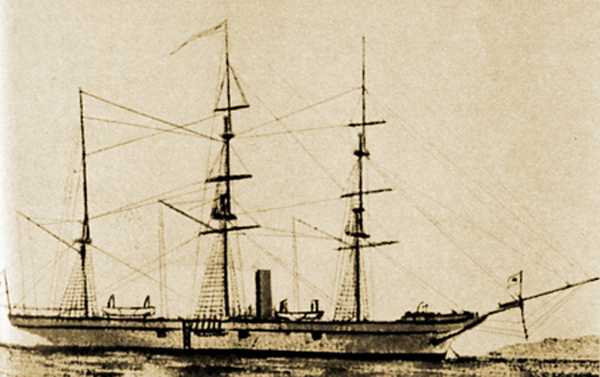
Kanrin Maru, tàu chiến hơi nước chạy bằng chân vịt đầu tiên của Nhật Bản, năm 1855.

Trong những năm cuối của Mạc phủ, hay thời kỳ Mạc mạt, Mạc phủ đã thi hành những chính sách mạnh mẽ để tái lập sự thống trị của mình, mặc dù việc có dính líu đến hiện đại hóa và thế lực nước ngoài biến nó trở thành đối tượng của tình cảm chống phương Tây trên toàn đất nước.
Hải quân và lục quân được hiện đại hóa. Một trường huấn luyện hải quân được thành lập ở Nagasaki năm 1855. Học viên hải quân được gửi đến các trường hải quân phương Tây vài năm, bắt đầu truyền thống các lãnh đạo tương lai đi du học ở nước ngoài, ví dụ như Đô đốc Enomoto. Kỹ sư hải quân Ohaps được thuê để đóng kho vũ khí hải quân ví dụ như Yokosuka và Nagasaki. Cho đến lúc Mạc phủ Tokugawa sụp đổ năm 1867, 
Hải quân Nhật Bản của Chinh di Đại tướng quân đã sở hữu 8 tàu chiến kiểu phương Tây ở xung quanh kỳ hạm Kaiyō Maru, được sử dụng để chống lại quân đội bảo hoàng trong chiến tranh Boshin dưới sự chỉ huy của Đô đốc Enomoto. Một đoàn sứ thần quân sự Pháp đã được thành lập để giúp hiện đại hóa quân đội Mạc phủ.
Phục hồi đế quyền như là biểu tượng của sự thống nhất, những người cực đoan sử dụng bạo lực và ám sát để chống lại Mạc phủ, chính quyền các Phiên bang và người nước ngoài. Sự trả đũa của hải quân nước ngoài trong chiến tranh Anh-Satsuma dẫn đến một hiệp ước thương mại mang tính nhượng bộ mới năm 1865, nhưng Yoshitomi không thể thực hiện được Hiệp ước với phương Tây. Quân đội Mạc phủ bị đánh bại khi được gửi đến để đàn áp sự chống đối tại hai phiên bang Satsuma và Chōshū năm 1866. Cuối cùng, năm 1867, Thiên hoàng Hiếu Minh qua đời và người con trai thứ Thiên hoàng Minh Trị lên ngôi.
Keiki miễn cưỡng trở thành người đứng đầu nhà Tokugawa và Tướng quân. Ông cố tái cơ cấu lại chính quyền ở dưới Thiên hoàng trong khi bảo vệ vị trí lãnh đạo của Tướng quân. Lo sợ thế lực ngày càng tăng của đại danh phiên Satsuma và Chōshū, các đại danh khác kêu gọi Chinh di Đại tướng quân trả lại quyền lực chính trị cho Thiên hoàng và một hội đồng các đại danh do cựu Tướng quân đứng đầu. Keiki chấp nhận phương án này năm 1867 và thoái vị, thông báo việc "khôi phục vương quyền". Tuy vậy, lãnh đạo Satsuma, Chōshū, và các "phiên" khác và các trọng thần khác trong triều lại nổi loạn, chiếm giữ Hoàng cung, và thông báo việc khôi phục của riêng mình vào ngày 3 tháng 1 năm 1868.
Sau chiến tranh Boshin (1868–1869), Mạc phủ bị giải thể, và Keiki bị giáng xuống làm một đại danh thông thường. Sự kháng cự vẫn tiếp diễn ở phía Bắc trong suốt năm 1868, và Hải quân Mạc phủ dưới quyền của Đô đốc Enomoto Takeaki vẫn tiếp tục cầm cự thêm 6 tháng nữa ở Hokkaidō, với việc thành lập một nước Cộng hòa Ezo.

## Các sự kiện
- 1600: Trận Sekigahara. Tokugawa Ieyasu đánh bại liên minh các đại danh phía Tây quốc, khẳng định quyền bá chủ phần lớn Nhật Bản.
- 1603: Thiên hoàng phong cho Tokugawa Ieyasu chức Tướng quân, ông chuyển chính quyền của mình đến Edo (Tokyo), lập ra Mạc phủ Tokugawa.
- 1605: Tokugawa Ieyasu thôi làm Chinh di Đại tướng quân và để con trai mình Tokugawa Hidetada thừa kế.
- 1607: Nhà Yi ở Triều Tiên gửi sứ thần đến Mạc phủ Tokugawa.
- 1611: Quần đảo Ryūkyū trở thành chư hầu của Phiên Satsuma.
- 1614: Tokugawa Ieyasu cấm Công giáo ở Nhật Bản.
- 1615: Trận Osaka. Tokugawa Ieyasu bao vây thành Osaka, tất cả những người ở phía bên kia đều trung thành với gia đình Toyotomi. Nhà Tokugawa nắm quyền lực tối cao ở Nhật Bản.
- 1616: Tokugawa Ieyasu chết.
- 1623: Tokugawa Iemitsu trở thành Tướng quân thứ ba.
- 1633: Tokugawa Iemitsu cấm đi ra bên ngoài và đọc sách nước ngoài.
- 1635: Tokugawa Iemitsu chính thức hóa hệ thống bắt buộc thay phiên nhau sống tại Edo (Sankin kōtai).
- 1637: Nổi loạn Shimabara (1637-38) do nông dân phải chịu thuế quá cao.
- 1638: Tokugawa Iemitsu cấm đóng thuyền.
- 1639: Chiếu chỉ bế quan hoàn thành (Sakoku Rei). Tất cả người phương Tây, trừ người Hà Lan không được phép vào Nhật.
- 1641: Tokugawa Iemitsu cấm tất cả người nước ngoài, trừ người Trung Quốc và Hà Lan vào Nhật Bản.
- 1650: Ra đời tầng lớp samurai cao thượng và có học mới gọi là bushido ("võ sĩ đạo").
- 1657: Vụ hỏa hoạn Meireki thiêu hủy phần lớn Edo.
- 1700: Kabuki và ukiyo-e được hâm mộ.
- 1707: Núi Fuji phun trào.
- 1774: Cuốn sách về giải phẫu học Kaitai shinsho, bản dịch hoàn chỉnh đầu tiên một tác phẩm y học phương Tây của Nhật Bản, được Sugita Gempaku và Maeno Ryotaku xuất bản.
- 1787: Matsudaira Sadanobu trở thành cố vấn cao cấp cho Chinh di Đại tướng quân và tiến hành Cải cách Kansei.
- 1792: Sứ thần Nga Adam Laxman đến Nemuro ở phía Đông Ezo (ngày nay là Hokkaidō).
- 1804: Sứ thần Nga Nikolai Rezanov đến Nagasaki và không thể thiết lập quan hệ thương mại với Nhật Bản.
- 1837: Nổi loạn Oshio Heihachiro
- 1841: Cải cách Thiên Bảo
- 1854: Hoa Kỳ ép Nhật phải ký hiệp ước thương mại ("Hiệp ước Kanagawa") theo đó Nhật Bản phải mở cửa cho người nước ngoài sau hai thế kỷ bế quan.
- 1855: Nhật – Nga thiết lập quan hệ ngoại giao.
- 1864: Tàu chiến Anh Quốc, Pháp, Hà Lan, Hoa Kỳ bắn phá Shimonoseki và mở thêm các thương cảng Nhật Bản với người nước ngoài.
- 1868: Tokugawa Yoshinobu thoái vị, triều đại Tokugawa chấm dứt, và Thiên hoàng Minh Trị phục hồi quyền lực, đóng đô ở Edo/Tokyo và là biểu tượng thần thánh.

## Thời Edo trong văn hóa đại chúng
- Carried by the Wind: Tsukikage Ran – một seri anime dựa trên thời kỳ này.
- Ganbare Goemon – video game của Konami xảy ra vào thời Edo.
- Lone Wolf and Cub - manga dựa trên thời kỳ này.
- Ninja Scroll - anime lấy bối cảnh thời Edo.
- Samurai X và Rurouni Kenshin - anime về cuộc Minh Trị Duy Tân dẫn đến sự sụp đổ của nhà Tokugawa và dựa trên những sự kiện mở đầu thời kỳ Minh Trị
- Samurai Champloo – anime vào cuối thời Edo.
- Peacemaker Kurogane – anime về một cậu bé gia nhập Shinsengumi